# Municipio de Tatman
El municipio de Tatman (en inglés: Tatman Township) es un municipio ubicado en el condado de Ward en el estado estadounidense de Dakota del Norte. En el año 2010 tenía una población de 2992 habitantes y una densidad poblacional de 32,02 personas por km².

## Geografía
El municipio de Tatman se encuentra ubicado en las coordenadas 48°25′5″N 101°14′58″O / 48.41806, -101.24944. Según la Oficina del Censo de los Estados Unidos, el municipio tiene una superficie total de 93.44 km², de la cual 93.04 km² corresponden a tierra firme y (0.43%) 0.4 km² es agua.

## Demografía
Según el censo de 2010, había 2992 personas residiendo en el municipio de Tatman. La densidad de población era de 32,02 hab./km². De los 2992 habitantes, el municipio de Tatman estaba compuesto por el 78.81% blancos, el 8.52% eran afroamericanos, el 1.34% eran amerindios, el 1.94% eran asiáticos, el 1.04% eran isleños del Pacífico, el 2.14% eran de otras razas y el 6.22% pertenecían a dos o más razas. Del total de la población el 9.83% eran hispanos o latinos de cualquier raza.